# Омельяновский, Михаил Эразмович
Михаил Эразмович Омельяновский (19 января [1 февраля] 1904, Киев — 1 декабря 1979, Москва) — советский философ, специалист по диалектическому материализму и философским проблемам естествознания. Член-корреспондент АН СССР (1968). Академик АН УССР (1948). Автор 250 работ, в том числе ряда монографий.

## Биография
С начала 1920-х годов Омельяновский вёл активную политико-просветительскую работу в Монастырищенском районе Винницкой области, сочетая её с изучением трудов К. Маркса, Ф. Энгельса, В.И. Ленина, работ по философским проблемам физики.
В 1928 году поступил в Институт красной профессуры. Одновременно учился в Институте философии Московского университета.
С 1931 года заведовал кафедрой философии Воронежского химико-технологического института.
В 1946 году защитил докторскую диссертацию по философским вопросам измерения. Тогда же ЦК КПСС направляет его на работу в качестве директора Института философии АН УССР. В 1948 году избран академиком АН УССР. В 1950—1951 годы работает председателем Отделения общественных наук АН УССР.
С 1955 года и вплоть до своей кончины работал в Институте философии АН СССР, сначала заместителем директора, а с 1964 года заведующим отдела философских проблем естествознания.
Похоронен на Кунцевском кладбище.

## Научная деятельность
Омельяновский внёс большой вклад в развитие контактов философов и учёных-естественников. В своих работах он стремился раскрыть методологическое значение принципа наблюдаемости. Рассматриваемые им проблемы включают аксиоматический подход в физической теории, особенности субъектно-объектных отношений в физике XX века, философский смысл корпускулярно-волнового дуализма, диалектические моменты в концепции дополнительности Бора, диалектика элементарного и сложного в физике высоких энергий, соотношение понятий пространства, времени и материи с точки зрения диалектики абсолютного и относительного, прерывного и непрерывного и другие. Особое внимание он уделял обоснованию идеи о существовании объективной реальности и её методологическому значению для физики. Подверг критическому анализу индетерминистские интерпретации квантовой механики.
Пропагандировал советскую псевдонаучную трактовку[уточнить] философских аспектов физических теорий и методов познания.

## Основные работы
- О докторской диссертации Маркса. — «Под знаменем марксизма», 1935, № 1.
- Ленин о пространстве и времени и теории относительности Эйнштейна. — «Известия АН СССР», 1946, т. 3, № 4.
- В. И. Ленин и физика XX века. М., 1947.
- Против субъективизма в квантовой механике. К., 1953.
- Против индетерминизма в квантовой механике. — В кн.: Философские вопросы современной физики. К., 1956.
- Философские вопросы квантовой механики. М., 1956.
- Диалектический материализм и проблема реальности в квантовой физике. — В кн.: Философские вопросы современной физики. М., 1959.
- Философская борьба вокруг проблемы причинности в квантовой физике. — В кн.: Проблема причинности в современной физике. М., 1960.
- Проблема наглядности в физике. — «Вопросы философии», 1961, № 11.
- Философская эволюция копенгагенской школы физиков. — «Известия АН СССР», 1962, № 9.
- Philosophische Probleme der Quantenmechanik. — Берлин, 1962.
- Проблема элементарности частиц в квантовой физике. — В кн.: Философские проблемы физики элементарных частиц. М., 1963.
- Диалектика в науках о неживой природе. М., 1964.
- Диалектика в современной физике. М., 1973.
- Развитие оснований физики XX века и диалектика. М., 1984.

## Награды
Награждён двумя орденами Трудового Красного Знамени, орденом Ленина, а также медалями.
В 1976 году его работа «Диалектика в современной физике» была удостоена премии имени Г.В. Плеханова, которая присуждается за выдающиеся научные работы в области философии..